# Nirkh (huyện)
Nirkh là một huyện thuộc tỉnh Vardak, Afghanistan. Dân số thời điểm năm 1999 là 38,306 người.